# Chersotis orophila
Chersotis orophila là một loài bướm đêm trong họ Noctuidae.